# Гахерис
Гахерис (англ. Gaheris) — персонаж Артурианы, племянник короля Артура и рыцарь Круглого стола. Сын Моргаузы, единоутробной сестры Артура, и её мужа Лота Оркнейского, родной брат Гавейна, Агравейна и Гарета, единоутробный брат Мордреда.

## Роль в Артуриане
В «Смерти Артура» Томаса Мэлори Гахерис служит оруженосцем своего старшего брата Гавейна, буйный нрав которого он помогает сдерживать, до того как становится рыцарем сам. Он принимает участие в убийствах короля Пелинора — акте мести оркнейских братьев за смерть отца, короля Лота Оркнейского — и сэра Ламорака, сына Пелинора и любовника Моргаузы. Гахерис обезглавливает Моргаузу, собственную мать, застав её с юным и привлекательным Ламораком, однако самого Ламорака отпускает, сказав, что ему стыдно убивать нагого противника. Все братья кроме Гарета преследуют Ламорака, считая его виновником смерти матери. Хотя у Мэлори Ламорак превосходит любого из рыцарей кроме Ланселота и Тристрама, братья убивают его, напав вчетвером на одного и тем самым запятнав свою честь. Когда Артур узнает о матереубийстве Гахериса, он в гневе приказывает племяннику покинуть двор.
Несмотря на изгнание, позже Гахерис опять появляется в повествовании, когда его и Гарета случайно убивает Ланселот при спасении Гвиневеры. Гахерис и Гарет никак не связаны с заговором Агравейна и Мордреда, призванным разоблачить связь Ланселота с Гвиневерой. Когда Артур просит их помочь в охране казни королевы, они неохотно подчиняются, хотя Гавейн отказывается. Братья являются на казнь невооруженными и без доспехов в знак того, что вынуждены выполнять приказ вопреки своей воле, и когда Ланселот приходит на помощь Гвиневере, он по ошибке убивает их, просто не заметив в пылу битвы. Узнав впоследствии о содеянном, Ланселот потрясен: он любил Гарета как сына и лично посвящал в рыцари.

## Анализ
Как правило, Гахерису отводится роль не более чем вспомогательного персонажа при Гавейне или Гарете. Странным исключением из этого ряда является убийство Моргаузы. Некоторые современные авторы, например Т. Х. Уайт (который неоднократно называет Гахериса «глупым»), приписывают матереубийство Агравейну; у Уайта Агравейн испытывает к собственной матери нездоровое влечение. Гахерис даже женится на сестре жены Гарета, Линетте. Возможно, изначально Гарет и Гахерис были одним и тем же персонажем: их имена во французских источниках, Guerrehes (Гахерис) и Gaheriet (Гарет) легко перепутать, а их приключения часто малоотличимы. Кроме того, персонажу валлийской мифологии Gwalchmai ap Gwyar, который традиционно ассоциируется с Гавейном, приписывается всего один брат, Gwalchafed. Предположительно, он и является источником для Гахериса и Гарета.